# Mash Up International
Mash Up International är en svensk musikgrupp, ursprungligen från Uppsala. Medlemmar är Robert "Robert Dinero" Petersén, Ulf "Uffie Ice" Risberg och Mats "Money Mats" Norman. Musiken ger en känsla av karneval i digitalt stuk, med influenser av bland annat baile funk och dancehall. De har tidigare uppträtt på Peace & Love och Roskildefestivalen med mera.

## Diskografi
- 2011 - Animal feat. Gnucci Banana
- 2012 - Lava Cabeza EP feat. Gnucci, VAZ, Timbuktu, Blaya, Dama Saborosa
- 2013 - Monster feat. Vulkano
- 2014 - Ut och In feat. Herbert Munkhammar, Skizz
- 2014 - Prison feat. Julia Spada
- 2015 - Shining Star feat. Etzia
- 2017 - Put it on feat. Ji Nilsson